# Külsősáripuszta
Külsősáripuszta (vagy Sáripuszta) egy törpefalu, lakossága 67 főt számlál.
Fejér vármegyében, Lajoskomárom közelében fekszik, mintegy 5 kilométerre a településtől, amelyhez közigazgatásilag is tartozik. Önálló óvodája, iskolája nincs, viszont a lakóknak elegendő munkalehetőséget és megélhetést biztosít a pusztán működő lógazdaság. Gyönyörű, vadregényes környezet fogadja az idelátogatót, az idegenforgalom a kistelepülés fontos anyagi forrását képezi. Idegenek azonban csak előzetes bejelentés vagy külön engedély révén léphetnek területére. Ez nemcsak a lakók számára megnyugtató, de a közbiztonság színvonalát is emeli.

## Földrajza

### Fekvése
Lajoskomáromtól 5 kilométerre fekszik déli irányban.

### Demográfiai adatok
2011-es adatok szerint a lakónépesség 67 fő, a lakások száma pedig 32.

## Története
Az 1900-as évek elején kezdett benépesülni.Az 1930-as évek elején kezdett iparosodni. Az 1950-es években áthelyezték 2 km-rel arrébb. A régi falu romjait lebontották, már csak az egyik ház bejáratát, a karámot és a régi lóverseny pályát lehet látni.